# Frederick Ballantyne
Pour les articles homonymes, voir Ballantyne.
Sir Frederick Ballantyne, né le 5 juillet 1936 et mort le 23 janvier 2020, est un homme d'État, gouverneur général de Saint-Vincent-et-les-Grenadines de 2002 à 2019.